# Eulepte inguinalis
Eulepte inguinalis là một loài bướm đêm trong họ Crambidae.